# Alberto de Baden
Alberto, margrave de Baden-Hachberg (Castillo de Hachberg, 1456 - Damme, 1488) fue un margrave de Baden.
Era hijo del margrave Carlos I de Baden y Catalina de Austria. En 1475, Carlos I murió y Alberto y su hermano mayor, Cristóbal I heredaron el margraviato. Al principio, gobernaron conjuntamente, sin embargo, en 1476, dividieron su herencia. Alberto recibió el Condado de Hochberg y Cristóbal gobernó Baden-Baden en solitario. Sin embargo, Albeto inmediatamente transfirió Hochberg a su hermano, a cambio de una pensión anual, de manera que el margraviato permaneció, de facto, indiviso.
El acuerdo divisorio estaba inicialmente limitado a un período de seis años, que expiraban en 1482. En aquel año, los hermanos decidieron extender el acuerdo indefinidamente. Cuando Alberto murió sin hijos en 1488, Hochberg regresó a Cristóbal.